# نيترو بي دي إف برو
نيترو بي دي إف برو (بالإنجليزية: Nitro PDF Pro)‏ هو برنامجٌ تجاري متعدد المنصات يُستخدم لإنشاء وتحرير ملفات تنسيق المستندات المنقولة (PDF) والمُستندات الرقميَّة الأُخرى.